# 觐见宫
28°39′21″N 77°14′32″E / 28.655713°N 77.242283°E

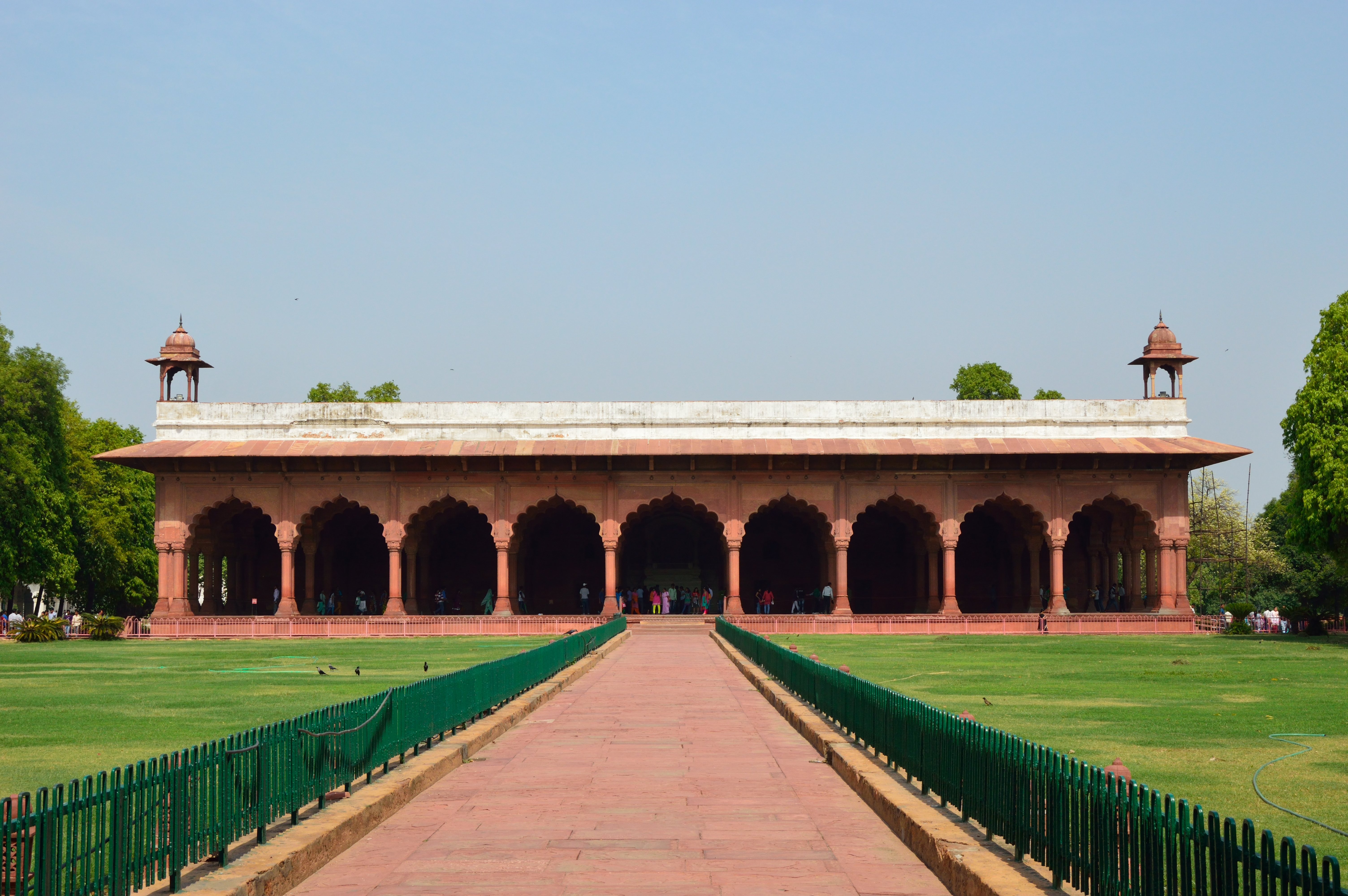

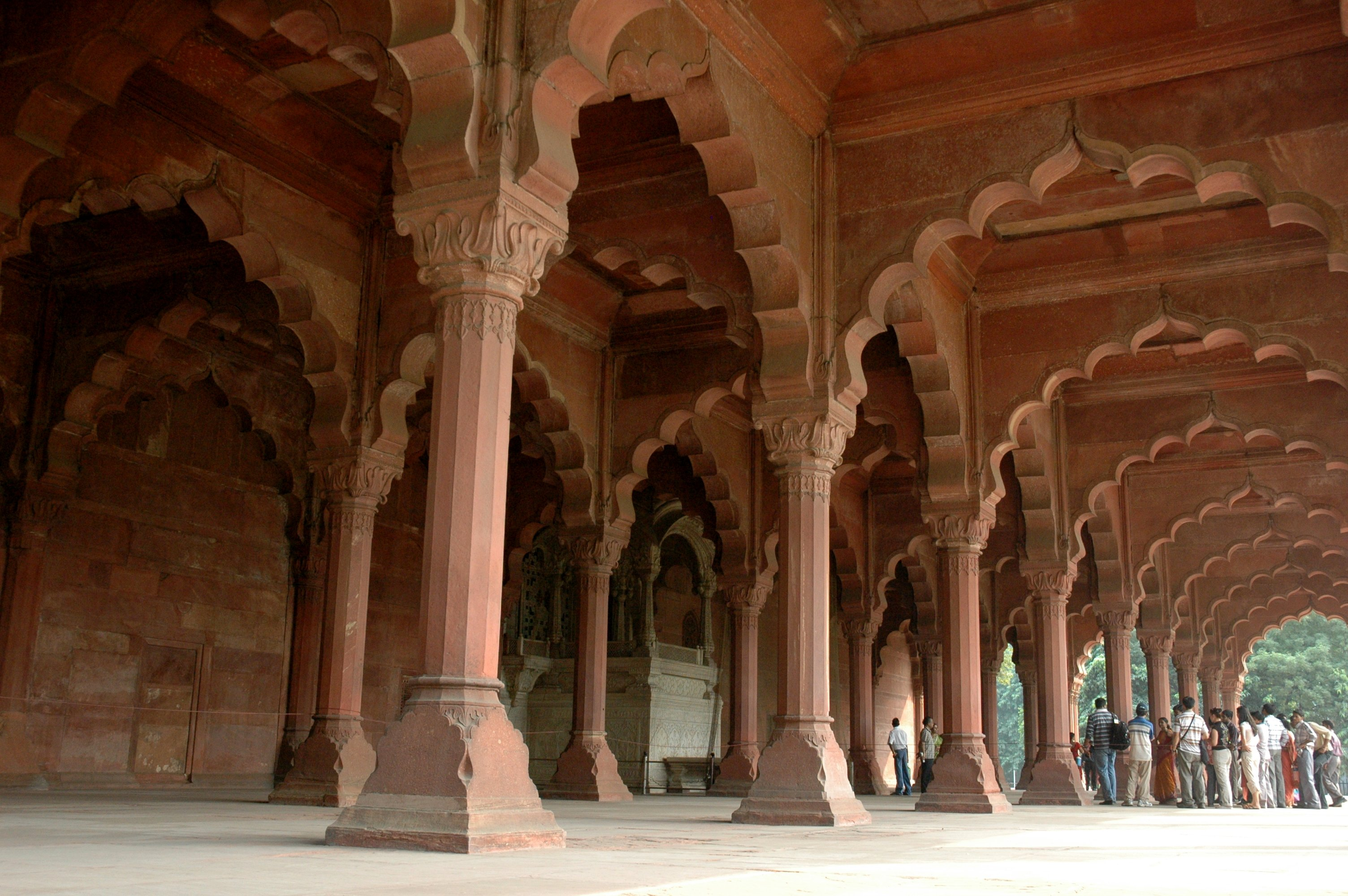

觐见宫（Diwan-i-Am）是德里红堡内的一座宫殿，莫卧儿帝国皇帝沙贾汉（1628-1656年）及其继任者在此接见公众，听取他们的不满。
内院宽540英尺，深420英尺，周围是拱廊，派官值守。 在内院的另一边是觐见宫。
觐见宫的前厅三面敞开，后面是一组红色砂岩的房间。 觐见宫 100  x 60 英尺，用支撑拱门的柱子划分。柱子和雕刻拱门的比例，显示了高级的美学和精湛的工艺。觐见宫有令人印象深刻的立面，有九个雕刻的拱门，装饰着镀金和白色贝壳石灰石膏作品。天花板和柱子涂成金色。
东墙中央有一个大理石宝座，上面覆盖着孟加拉屋顶。宝座下面的大理石台阶镶嵌着宝石，由宰相在此接受民众的请愿书。皇帝与朝臣用镀金的栏杆隔开，而觐见宫的其余三面设有银色的栏杆。 接见仪式被称为Jharokha Darshan。
宝座后面，墙壁上装饰着镶嵌着五颜六色的石头，代表鲜花和鸟类，由佛罗伦萨珠宝商波尔多的奥斯汀雕刻。 觐见宫由寇松勋爵修复，镶嵌作品则由佛罗伦萨艺术家门内加蒂修复。伯尼尔以及17世纪商人让-巴蒂斯特·塔弗尼尔全面描述了在奥朗则布统治期间大厅的辉煌外观。

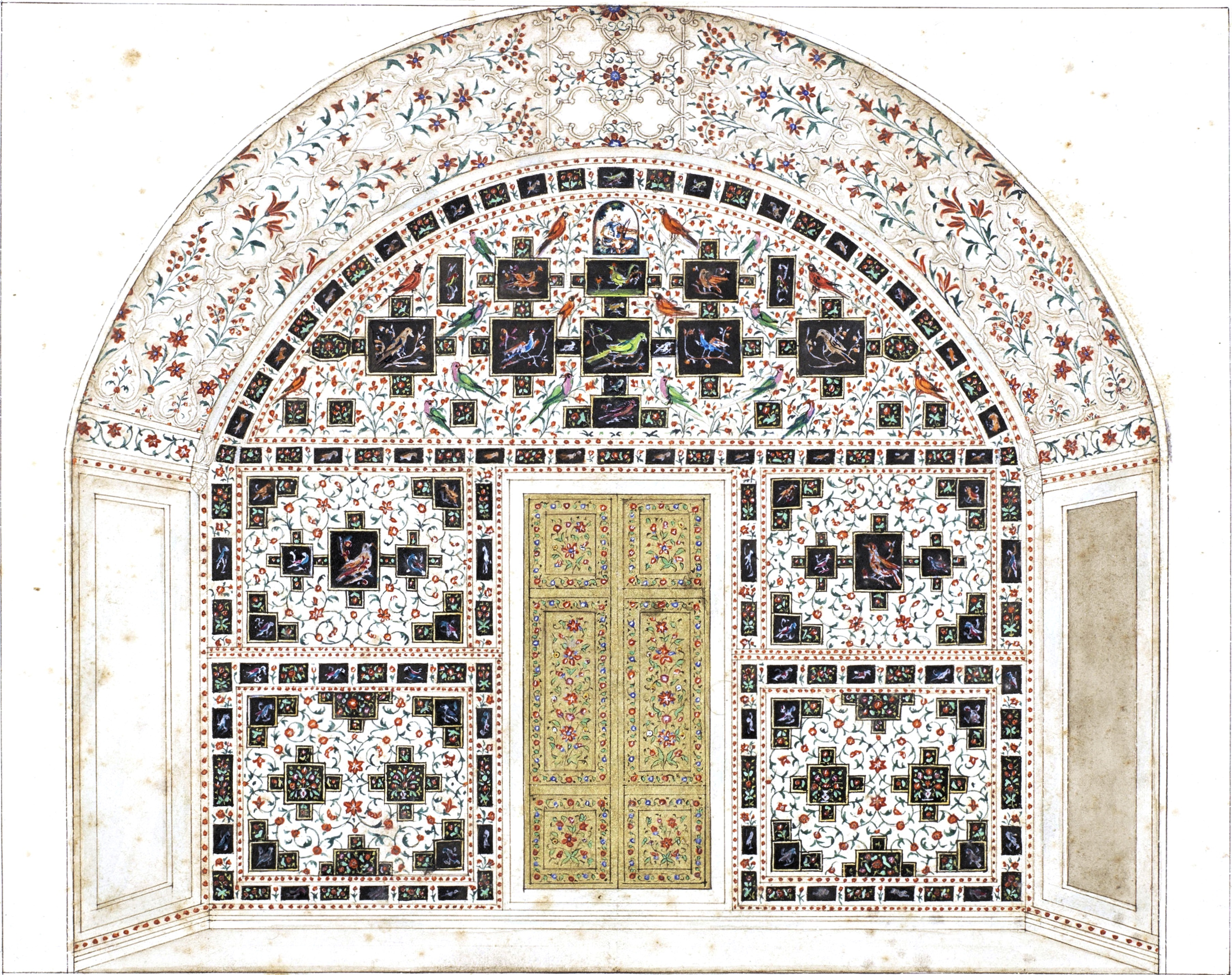
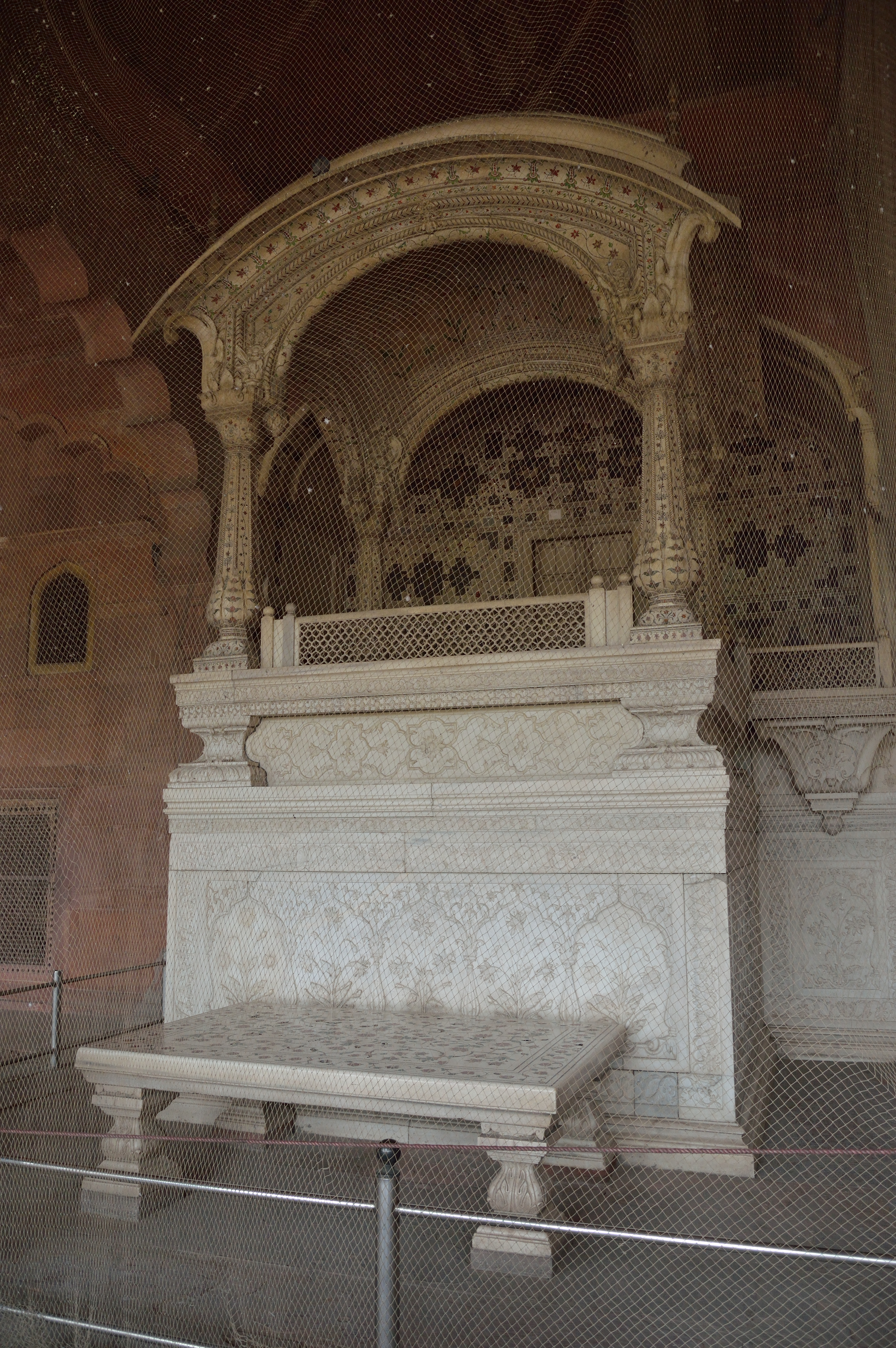
宝座
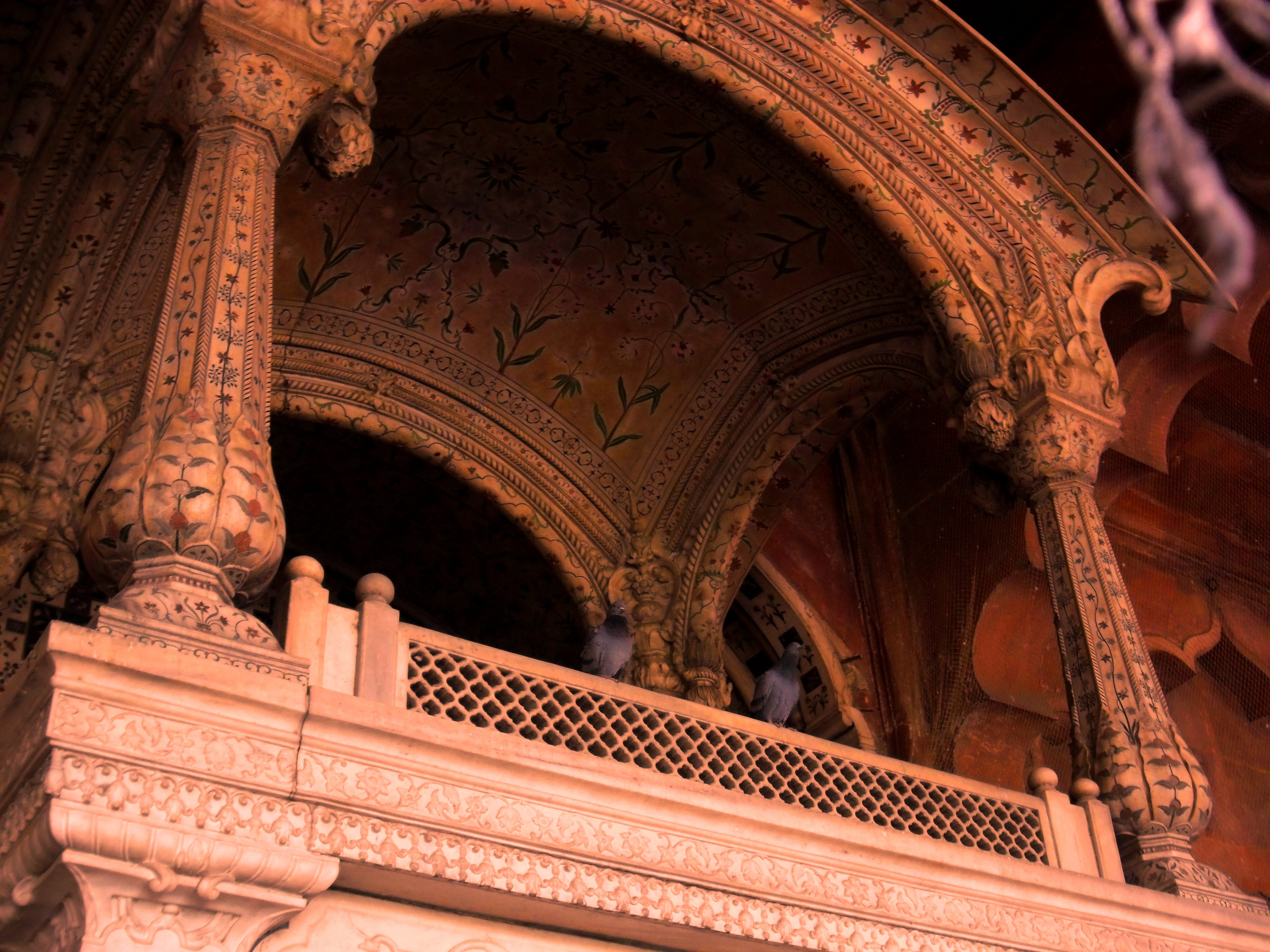
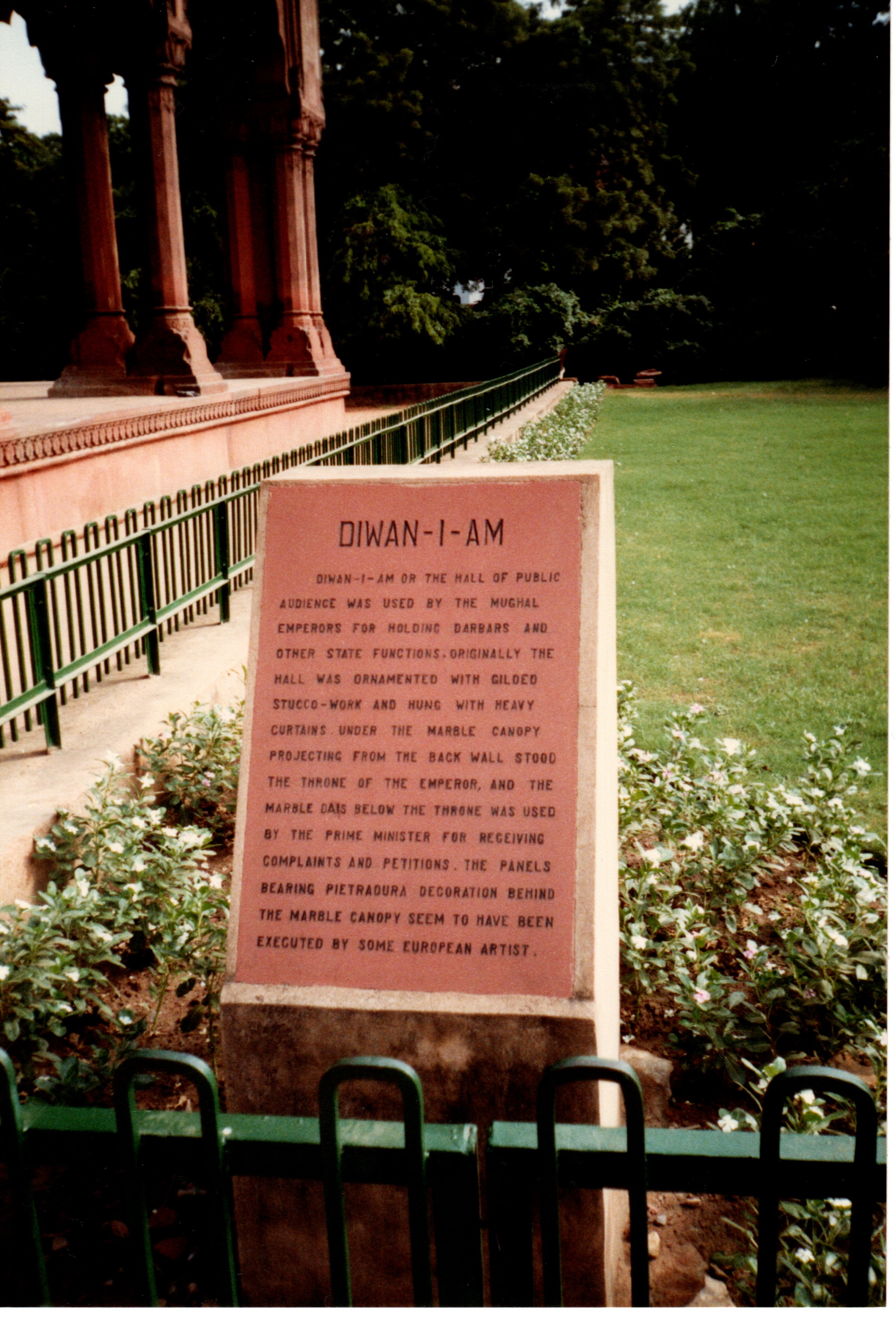